# Grand Pérou
Le Grand Pérou fait référence aux revendications de certains nationalistes péruviens prônant l'extension du Pérou sur un territoire plus vaste, s'inspirant notamment de l'ancien Empire inca qui s'étendait de l'actuel Équateur à l'actuel Chili. 

Extension maximale de l'Empire inca (1523).

L'homme politique Isaac Humala Núñez (père du président Humala), fondateur de l'ethnocacérisme (ou ethno-nationalisme), prône la création en Amérique du Sud d'une patrie indigène comprenant des territoires situés au Pérou, en Bolivie, en Équateur, au Chili, et dans une partie de l'Argentine.